# تتسورو اودا
تتسورو اودا (انگلیسی: Tetsurō Oda؛ زادهٔ ۱۱ مارس ۱۹۵۸) خواننده، خواننده-ترانه‌پرداز، آهنگساز، و تهیه‌کننده موسیقی اهل ژاپن است. وی از سال ۱۹۷۸ میلادی تاکنون مشغول فعالیت بوده‌است.